# 強心臟
《強心臟》（韓語：강심장）是由韓國著名主持人姜鎬童和韓國當紅偶像李昇基主持的人氣綜藝節目，韓國SBS電視台在2009年9月24日開始第一集節目的錄影。2009年10月6日星期二播出第一集。此節目是李昇基第一次擔任綜藝節目的主持人。在台灣由東風衛視於週五晚上9點首播，愛爾達電視以買片方式於愛爾達影劇台及愛爾達綜合台播出部分集數，friDay影音

## 節目概要
由姜鎬童和李昇基主持以談話節目的形式聚集話題，有別於其他清談節目，《強心臟》是由20名嘉賓進行一場故事競賽，以每位嘉賓所分享的故事經歷之感人指數，來對決選出每一集的「強心臟」（優勝者）。節目製作組表示：「『強心臟』是以參賽者所分享的故事經歷，令在場其他嘉賓反應的大笑表情或是吃驚程度等來判斷。」
2011年9月，姜鎬童因逃税丑闻而宣佈暫時退出演藝圈以作反省。並於10月於節目下車。
2011年10月，姜鎬童宣佈暫時退出演藝圈後，李昇基獨自一人與固定嘉賓一起主持「強心臟」。這6個月的時間中，他的才能和能力也受到注目，並證明了他一人能很好的帶領節目。
2012年2月，製作人表示李昇基因歌手和演員的活動需同時進行，沒辦法兼顧主持活動，所以宣布於「強心臟」中下車。李昇基的最後一次錄影於3月15日進行，並於4月3日播出。
2012年3月，《強心臟》由李棟旭與申東燁接續主持，4月5日兩位新主持人首度錄影，4月10日起，《強心臟》的節目將由兩位主持人共同引導。節目製作組表示：「為了迎接新的主持人，帶來一點新鮮的變化，正計劃要製作新的環節等形式上的變化。」
「強心臟」在2013年1月17日進行最後一次的錄影，並於2月12日播出最後一集。

## 主持變更
| 播放日期                     | 節目主持       |
| ---------------------------- | -------------- |
| 2009年10月6日－2011年9月27日 | 姜鎬童、李昇基 |
| 2011年10月4日－2012年4月3日  | 李昇基         |
| 2012年4月10日－2013年2月12日 | 申東燁、李棟旭 |

## 節目列表

### 2009年
| 集數 | 播放日期       | 主題                     | 嘉賓 | 每任強心臟        |
| E1   | 2009年10月6日  | 暴強或暴冷               | BIGBANG【G-Dragon、勝利】、少女時代【潤娥】、甄美里、劉世允、Epik High【Tablo、Mithra Jin、DJ Tukutz】、金泰宇、MC夢、安英美、張允正、文正熙、金永浩、韓成珠、吳英實、Brian、韓民關、索菲、Nancy Lang、Juvie Train、金孝珍 、Boom學院【Boom】 | 第1任強心臟吳英實 |
| E2   | 2009年10月13日 | 秘密或公開               | 2NE1、KARA【荷拉、妮可】、玄英、洪錫天、Brian、劉彩英、文世潤、Epik High【Tablo】、李伊貞、索菲、Nancy Lang、Juvie Train、金孝珍 、Boom學院【Boom、利特、銀赫】                                                                               | 第2任強心臟李伊貞 |
| E3   | 2009年10月20日 | 主角或配角               | 少女時代【秀英】、Brown Eyed Girls【佳人、Narsha】、2AM【趙權】、張娜拉、Brian、李秀英、徐寅永、朴藝珍、任昌丁、徐柔貞、索菲、Nancy Lang、Juvie Train、Boom學院【Boom、神童、銀赫】                                                           | 第3任強心臟任昌丁 |
| E4   | 2009年10月27日 | 要麼紅，要麼被埋沒（上） | 少女時代【潤娥、蒂芬妮】、KARA【昇延、奎利】、Fly to the Sky【Brian、Fany】、朴玄彬、洪錫天、金太勳、文千植、洪真英、楊貞兒、林成敏、金榮澈、金孝珍、索菲、Nancy Lang、Juvie Train、Boom學院【Boom、利特、銀赫】                              | 第4任強心臟洪錫天 |
| E5   | 2009年11月3日  | 要麼紅，要麼被埋沒（下） | 少女時代【潤娥、蒂芬妮】、KARA【昇延、奎利】、Fly to the Sky【Brian、Fany】、朴玄彬、洪錫天、金太勳、文千植、洪真英、楊貞兒、林成敏、金榮澈、金孝珍、索菲、Nancy Lang、Juvie Train、Boom學院【Boom、利特、銀赫】                              | 第4任強心臟洪錫天 |
| E6   | 2009年11月10日 | 是緣份還是孽緣           | 少女時代【珊妮、俞利】、孫淡妃、朴都善、林炯俊、趙東赫、朴相旭、徐仁國、金泰宇、金娜英、Tei、Brian、金榮澈、鄭朱莉、Nancy Lang、Juvie Train、Boom學院【Boom、銀赫、利特】                                                                     | 第5任強心臟徐仁國 |
| E7   | 2009年11月17日 | 天堂或者地獄（上）       | 少女時代【潔西卡】、韓英、姜志燮、徐智碩、殷志源、MC夢、金智宇、白寶藍、李柳真、文千植、Danny Ahn、金榮澈、金孝珍、鄭朱莉、索菲、Nancy Lang、Juvie Train、特學院【利特、銀赫、神童】                                                          | 第6任強心臟利特   |
| E8   | 2009年11月24日 | 天堂或者地獄（下）       | 少女時代【潔西卡】、韓英、姜志燮、徐智碩、殷志源、MC夢、金智宇、白寶藍、李柳真、文千植、Danny Ahn、金榮澈、金孝珍、鄭朱莉、索菲、Nancy Lang、Juvie Train、特學院【利特、銀赫、神童】                                                          | 第6任強心臟利特   |
| E9   | 2009年12月1日  | 是做得好還是被往後壓制   | SS501【金圭鐘，許永生】、Alex、神話【Andy】、蔡英仁、皇甫惠貞、韓藝媛、黃慧英、趙慧蓮、金太勳、洪京民、Danny Ahn、金榮澈、金孝珍、鄭朱莉、索菲、Nancy Lang、Juvie Train、特學院【利特、銀赫、神童】                                           | 第7任強心臟趙慧蓮 |
| E10  | 2009年12月8日  | 要麼是夢要麼是現實（上） | SS501【金賢重、金亨俊、朴政玟】、Cultwo【鄭燦宇、金泰均】、李天熙、楊美拉、楊恩智、陳寶拉、池相烈、S.E.S.【Shoo】、Brian、Danny Ahn、金榮澈、金孝珍、鄭朱莉、索菲、Nancy Lang、Juvie Train、特學院【利特、銀赫、神童】                        | 第8任強心臟鄭燦宇 |
| E11  | 2009年12月15日 | 要麼是夢要麼是現實（下） | SS501【金賢重、金亨俊、朴政玟】、Cultwo【鄭燦宇、金泰均】、李天熙、楊美拉、楊恩智、陳寶拉、池相烈、S.E.S.【Shoo】、Brian、Danny Ahn、金榮澈、金孝珍、鄭朱莉、索菲、Nancy Lang、Juvie Train、特學院【利特、銀赫、神童】                        | 第8任強心臟鄭燦宇 |
| E11  | 2009年12月15日 | 聖誕特輯：甜蜜或者苦澀   | 少女時代【泰妍、孝淵、徐玄】、PSY、金章勳、Brian、Danny Ahn、元基俊、李恩決、殷志源、許怡才、申奉仙、李柳真、呂旭煥、STAR、金榮澈、金孝珍、鄭朱莉、Nancy Lang、特學院【利特、銀赫、神童】                                                     | 第9任強心臟金章勳 |
| E12  | 2009年12月22日 | 聖誕特輯：甜蜜或者苦澀   | 少女時代【泰妍、孝淵、徐玄】、PSY、金章勳、Brian、Danny Ahn、元基俊、李恩決、殷志源、許怡才、申奉仙、李柳真、呂旭煥、STAR、金榮澈、金孝珍、鄭朱莉、Nancy Lang、特學院【利特、銀赫、神童】                                                     | 第9任強心臟金章勳 |

### 2010年
| 集數 | 播放日期       | 主題                                | 嘉賓 | 每任強心臟         |
| E13  | 2010年1月5日   | 新年特輯：幸運還是不幸（上）        | BIGBANG【太陽、大聲】、KARA【奎利、荷拉】、S.E.S.【Bada】、李世恩、蔡敏瑞、崔弼立、高英旭、千明勳、張英蘭、Brian、金榮澈、金孝珍、鄭朱莉、特學院【利特、銀赫】                                                                  | 第10任強心臟Bada   |
| E14  | 2010年1月12日  | 新年特輯：幸運還是不幸（下）        | BIGBANG【太陽、大聲】、KARA【奎利、荷拉】、S.E.S.【Bada】、李世恩、蔡敏瑞、崔弼立、高英旭、千明勳、張英蘭、Brian、金榮澈、金孝珍、鄭朱莉、特學院【利特、銀赫】                                                                  | 第10任強心臟Bada   |
| E15  | 2010年1月19日  | 寒假特輯 10年偶像特輯（上）         | Baby V.O.X【簡美妍、沈恩珍】、T-ara【孝敏、慇晶】、NRG【千明勳、魯裕敏】、高耀太【申智、金鍾旼】、任昌丁、金准熙、素賢、Brian、Danny Ahn、金榮澈、金孝珍、鄭朱莉、特學院【利特、銀赫、神童】                                    | 第11任強心臟白佳   |
| E16  | 2010年1月26日  | 寒假特輯 10年偶像特輯（下）         | Baby V.O.X【簡美妍、沈恩珍】、T-ara【孝敏、慇晶】、NRG【千明勳、魯裕敏】、高耀太【申智、金鍾旼】、任昌丁、金准熙、素賢、Brian、Danny Ahn、金榮澈、金孝珍、鄭朱莉、特學院【利特、銀赫、神童】                                    | 第11任強心臟白佳   |
| E17  | 2010年2月2日   | 抓住VS錯過（上）                    | After School【嘉熙、U-ie】、Brown Eyed Girls【Narsha、JeA】、鄭佳恩、CNBLUE【鄭容和】、MBLAQ【李】、輝星、金基旭、金正民、Brian、Danny Ahn、金榮澈、金孝珍、鄭朱莉、金賢哲、特學院【利特、銀赫、神童】                          | 第12任強心臟金基旭 |
| E18  | 2010年2月9日   | 抓住VS錯過（下）                    | After School【嘉熙、U-ie】、Brown Eyed Girls【Narsha、JeA】、鄭佳恩、CNBLUE【鄭容和】、MBLAQ【李】、輝星、金基旭、金正民、Brian、Danny Ahn、金榮澈、金孝珍、鄭朱莉、金賢哲、特學院【利特、銀赫、神童】                          | 第12任強心臟金基旭 |
| E18  | 2010年2月9日   | 美女與野獸（上）：要麼逃避 要麼面對 | 少女時代【蒂芬妮 、潤娥、秀英、 徐玄】、2PM【澤演、俊昊】、全慧彬、李秀根、金慧英、黃仁英、黃燦彬、洪秀兒、金賢哲、Brian、Danny Ahn、金孝珍、鄭朱莉、特學院【利特、銀赫、神童】                                                 | 第13任強心臟俊昊   |
| E19  | 2010年2月16日  | 美女與野獸（下）：要麼逃避 要麼面對 | 少女時代【蒂芬妮 、潤娥、秀英、 徐玄】、2PM【澤演、俊昊】、全慧彬、李秀根、金慧英、黃仁英、黃燦彬、洪秀兒、金賢哲、Brian、Danny Ahn、金孝珍、鄭朱莉、特學院【利特、銀赫、神童】                                                 | 第13任強心臟俊昊   |
| E20  | 2010年3月2日   | 女人天下特輯：是超過 還是不足（上） | 李敬實、李英子、卞于瑉、吳貞孩、洪智敏、金鎮秀、金昌烈、金淑、安善英、Secret【善伙】、T-ara【孝敏】、Super Junior【晟敏】、Brian、金榮澈、金孝珍、鄭朱莉、特學院【利特、神童】                                                  | 第14任強心臟吳貞孩 |
| E21  | 2010年3月9日   | 女人天下特輯：是超過 還是不足（下） | 李敬實、李英子、卞于瑉、吳貞孩、洪智敏、金鎮秀、金昌烈、金淑、安善英、Secret【善伙】、T-ara【孝敏】、Super Junior【晟敏】、Brian、金榮澈、金孝珍、鄭朱莉、特學院【利特、神童】                                                  | 第14任強心臟吳貞孩 |
| E22  | 2010年3月16日  | 夢幻情侶特輯：守護VS拋棄（上）      | 高周元、徐芝釋、李英恩、宋仲基、申智秀、具俊曄、朴美京、Brian、安善英、Rainbow【金栽經】、金娜英、Danny Ahn、金榮澈、金孝珍、鄭朱莉、特學院【利特、銀赫、神童】                                                                 | 第15任強心臟金娜英 |
| E23  | 2010年3月23日  | 夢幻情侶特輯：守護VS拋棄（下）      | 高周元、徐芝釋、李英恩、宋仲基、申智秀、具俊曄、朴美京、Brian、安善英、Rainbow【金栽經】、金娜英、Danny Ahn、金榮澈、金孝珍、鄭朱莉、特學院【利特、銀赫、神童】                                                                 | 第15任強心臟金娜英 |
| E23  | 2010年3月23日  | 賞VS罰（上）                        | FTIsland【洪基】、KARA【妮可、荷拉】、少女時代【潔西卡、珊妮】、生菜、金鐘國、李宗秀、俞泰雄、李賢智、李素珍、K.Will、Brian、金榮澈、金孝珍、鄭朱莉、特學院【利特、銀赫、神童】                                                 | 第16任強心臟金鐘國 |
| E24  | 2010年4月6日   | 賞VS罰（下）                        | FTIsland【洪基】、KARA【妮可、荷拉】、少女時代【潔西卡、珊妮】、生菜、金鐘國、李宗秀、俞泰雄、李賢智、李素珍、K.Will、Brian、金榮澈、金孝珍、鄭朱莉、特學院【利特、銀赫、神童】                                                 | 第16任強心臟金鐘國 |
| E25  | 2010年4月13日  | 跑VS停（上）                        | 河春花、黃正音、安在模、高恩美、柳太準、劉仁娜、李光洙、復活Boohwal【鄭東河】、洪祿基、SHINee【溫流】、U-Kiss【東澔】、金慧英、Brian、金榮澈、金孝珍、鄭朱莉、特學院【利特、銀赫、神童】                                        | 第17任強心臟河春花 |
| E26  | 2010年4月20日  | 跑VS停（下）                        | 河春花、黃正音、安在模、高恩美、柳太準、劉仁娜、李光洙、復活Boohwal【鄭東河】、洪祿基、SHINee【溫流】、U-Kiss【東澔】、金慧英、Brian、金榮澈、金孝珍、鄭朱莉、特學院【利特、銀赫、神童】                                        | 第17任強心臟河春花 |
| E27  | 2010年5月4日   | 堅定VS動搖（上）                    | Rain、李太坤、Super Junior【希澈】、鄭燦宇、李彩英、Epik High【Tablo、Mithra Jin】、、T-ara【孝敏、智妍】、朴基雄、After School【嘉熙、Nana】、黃賢喜、MBLAQ【G.O】、鄭佳恩、金榮澈、金孝珍、鄭朱莉、特學院【利特、銀赫、神童】 | 第18任強心臟Rain   |
| E28  | 2010年5月11日  | 堅定VS動搖（下）                    | Rain、李太坤、Super Junior【希澈】、鄭燦宇、李彩英、Epik High【Tablo、Mithra Jin】、、T-ara【孝敏、智妍】、朴基雄、After School【嘉熙、Nana】、黃賢喜、MBLAQ【G.O】、鄭佳恩、金榮澈、金孝珍、鄭朱莉、特學院【利特、銀赫、神童】 | 第18任強心臟Rain   |
| E29  | 2010年5月18日  | 談話之神特輯：隱藏VS暴露（上）      | 少女時代【俞利、孝淵】、KARA【知英、昇延】、池錫辰、高耀太【申智、金鍾旼】、朴秀珍、裴澀琪、金泰賢、朴玄彬、崔雅真、卞基洙、金勇俊、NRG【千明勳】、洪祿基、金榮澈、金孝珍、鄭朱莉                                               | 第19任強心臟裴澀琪 |
| E30  | 2010年5月25日  | 談話之神特輯：隱藏VS暴露（下）      | 少女時代【俞利、孝淵】、KARA【知英、昇延】、池錫辰、高耀太【申智、金鍾旼】、朴秀珍、裴澀琪、金泰賢、朴玄彬、崔雅真、卞基洙、金勇俊、NRG【千明勳】、洪祿基、金榮澈、金孝珍、鄭朱莉                                               | 第19任強心臟裴澀琪 |
| E31  | 2010年6月1日   | 世界盃特輯：（上）                  | 2PM【峻秀、Nichkhun】、柳相鐵、金成貞、朴俊奎、韓政秀、趙如晶、金智英、尹智敏、柳敏、鄭詩雅、洪錫天、洪京民、金榮澈、金孝珍、鄭朱莉、特學院【利特、銀赫、神童】                                                                 | 第20任強心臟柳相鐵 |
| E32  | 2010年6月8日   | 世界盃特輯：（下）                  | 2PM【峻秀、Nichkhun】、柳相鐵、金成貞、朴俊奎、韓政秀、趙如晶、金智英、尹智敏、柳敏、鄭詩雅、洪錫天、洪京民、金榮澈、金孝珍、鄭朱莉、特學院【利特、銀赫、神童】                                                                 | 第20任強心臟柳相鐵 |
| E33  | 2010年7月6日   | 暑期特輯：酷一些vs想不開（上）      | Super Junior【始源、東海、圭賢】、卓在勳、金世雅、尹世雅、吳智恩、Simon D、張東民、俞相茂、洪京民、金榮澈、金孝珍、趙貞麟、鄭朱莉、特學院【利特、銀赫、神童】                                                                   | 第21任強心臟神童   |
| E34  | 2010年7月13日  | 暑期特輯：酷一些vs想不開（下）      | Super Junior【始源、東海、圭賢】、卓在勳、金世雅、尹世雅、吳智恩、Simon D、張東民、俞相茂、洪京民、金榮澈、金孝珍、趙貞麟、鄭朱莉、特學院【利特、銀赫、神童】                                                                   | 第21任強心臟神童   |
| E35  | 2010年7月20日  | 納涼特輯：是勝利還是失敗（上）      | BIGBANG【太陽、勝利】、T-ara【智妍】、MBLAQ【Mir】、宋恩伊、蔡妍、簡美妍、皇甫惠貞、河朱熙、洪京民、陳智熙、金鎮、尹施允、金榮澈、金孝珍、鄭朱莉、特學院【利特、銀赫、神童】                                                    | 第22任強心臟勝利   |
| E36  | 2010年7月27日  | 納涼特輯：是勝利還是失敗（下）      | BIGBANG【太陽、勝利】、T-ara【智妍】、MBLAQ【Mir】、宋恩伊、蔡妍、簡美妍、皇甫惠貞、河朱熙、洪京民、陳智熙、金鎮、尹施允、金榮澈、金孝珍、鄭朱莉、特學院【利特、銀赫、神童】                                                    | 第22任強心臟勝利   |
| E37  | 2010年8月3日   | 我的女友是九尾狐特輯：狐VS熊（上）  | 申敏兒、朴秀珍、魯敏宇、T-ara【朴孝敏】、金浩昌、2AM【瑟雍】、Brown Eyed Girls【Narsha】、洪真英、殷志源、安惠京、吳世貞、梁世炯、黃賢喜、洪京民、金榮澈、金孝珍、鄭朱莉、特學院【利特、銀赫、神童】                            | 第23任強心臟魯敏宇 |
| E38  | 2010年8月10日  | 我的女友是九尾狐特輯：狐VS熊（下）  | 申敏兒、朴秀珍、魯敏宇、T-ara【朴孝敏】、金浩昌、2AM【瑟雍】、Brown Eyed Girls【Narsha】、洪真英、殷志源、安惠京、吳世貞、梁世炯、黃賢喜、洪京民、金榮澈、金孝珍、鄭朱莉、特學院【利特、銀赫、神童】                            | 第23任強心臟魯敏宇 |
| E39  | 2010年8月17日  | 暑假特輯：是回憶 還是後悔(上)       | CNBLUE【鄭容和】、2AM【鄭珍雲】、2PM【燦盛、李俊昊】、4minute【泫雅、許嘉允】After School【嘉熙】、孫淡妃、盧士燕、朴貞雅、黃寶羅、申廷煥、高英旭、洪京民、金榮澈、金孝珍、鄭朱莉、特學院【利特、銀赫、神童】                   | 第24任強心臟朴貞雅 |
| E40  | 2010年8月24日  | 暑假特輯：是回憶 還是後悔（下）     | CNBLUE【鄭容和】、2AM【鄭珍雲】、2PM【燦盛、李俊昊】、4minute【泫雅、許嘉允】After School【嘉熙】、孫淡妃、盧士燕、朴貞雅、黃寶羅、申廷煥、高英旭、洪京民、金榮澈、金孝珍、鄭朱莉、特學院【利特、銀赫、神童】                   | 第24任強心臟朴貞雅 |
| E41  | 2010年8月31日  | HOT STAR特輯：是恩人 還是仇人（上） | Se7en、崔元英、韓彩雅、鄭素拉、李泰林、SHINee【Key、珉豪】、2AM【昶旻】、崔恩慶、劉永石、Rottyful Sky、洪京民、金榮澈、金孝珍、鄭朱莉、特學院【利特、銀赫、神童】                                                               | 第25任強心臟Se7en  |
| E42  | 2010年9月7日   | HOT STAR特輯：是恩人 還是仇人（下） | Se7en、崔元英、韓彩雅、鄭素拉、李泰林、SHINee【Key、珉豪】、2AM【昶旻】、崔恩慶、劉永石、Rottyful Sky、洪京民、金榮澈、金孝珍、鄭朱莉、特學院【利特、銀赫、神童】                                                               | 第25任強心臟Se7en  |
| E43  | 2010年9月14日  | 中秋特輯：溫柔 還是粗暴（上）       | 柳時元、朴廣賢、曹誠模、Younha、李姬珍、After School【Lizzy】、尹海英、BEAST【斗俊】、李賢京、洪京民、金榮澈、金孝珍、趙貞麟、鄭朱莉、特學院【利特、銀赫、神童】                                                                | 第26任強心臟柳時元 |
| E44  | 2010年9月21日  | 中秋特輯：溫柔 還是粗暴（下）       | 柳時元、朴廣賢、曹誠模、Younha、李姬珍、After School【Lizzy】、尹海英、BEAST【斗俊】、李賢京、洪京民、金榮澈、金孝珍、趙貞麟、鄭朱莉、特學院【利特、銀赫、神童】                                                                | 第26任強心臟柳時元 |
| E45  | 2010年9月28日  | 一周年特輯：要麼裝滿 要麼清空（上） | 趙炯基、崔華靜、金素妍、鄭糠雲、車藝蓮、李侑珍、崔洪萬、miss A【Min、Jia】、金泰勳、洪京民、金榮澈、金孝珍、鄭朱莉、特學院【利特、銀赫、神童】                                                                                  | 第27任強心臟崔洪萬 |
| E46  | 2010年10月5日  | 一周年特輯：要麼裝滿 要麼清空（下） | 趙炯基、崔華靜、金素妍、鄭糠雲、車藝蓮、李侑珍、崔洪萬、miss A【Min、Jia】、金泰勳、洪京民、金榮澈、金孝珍、鄭朱莉、特學院【利特、銀赫、神童】                                                                                  | 第27任強心臟崔洪萬 |
| E47  | 2010年10月12日 | 秋男秋女（上）                      | 趙慧蓮、鄭燦、朴載正、徐仁英、沈恩珍、吳鐘赫、李妍度、金興銖、李海仁、T-ara【咸慇晶】、洪錫天、洪京民、Danny Ahn、金榮澈、金孝珍、鄭朱莉、神童                                                                                  | 第28任強心臟吳鐘赫 |
| E48  | 2010年10月19日 | 秋男秋女（下）                      | 趙慧蓮、鄭燦、朴載正、徐仁英、沈恩珍、吳鐘赫、李妍度、金興銖、李海仁、T-ara【咸慇晶】、洪錫天、洪京民、Danny Ahn、金榮澈、金孝珍、鄭朱莉、神童                                                                                  | 第28任強心臟吳鐘赫 |
| E49  | 2010年10月26日 | 潛力股特輯（上）                    | Brown Eyed Girls【佳人】、2NE1【Dara、Bom】、尹孫河、玫瑰仁愛、尹昇娥、PSY、2PM【Nichkhun、張佑榮】、ZE:A【光熙】、金慶祿、洪錫天、洪京民、金榮澈、鄭朱莉、特學院【利特、銀赫、神童】                                           | 第29任強心臟尹孫河 |
| E50  | 2010年11月2日  | 潛力股特輯（下）                    | Brown Eyed Girls【佳人】、2NE1【Dara、Bom】、尹孫河、玫瑰仁愛、尹昇娥、PSY、2PM【Nichkhun、張佑榮】、ZE:A【光熙】、金慶祿、洪錫天、洪京民、金榮澈、鄭朱莉、特學院【利特、銀赫、神童】                                           | 第29任強心臟尹孫河 |
| E51  | 2010年11月9日  | 國家代表選拔戰（上）                | Tony安、尹鐘信、尹宥善、李幼梨、許閣、John Park、KARA【奎利、知英】、IU、梁世炯、鄭錫元、鄭成浩、吳妍秀、安珍慶、洪京民、金榮澈、金孝珍、鄭朱莉、特學院【利特、銀赫、神童】                                                     | 第30任強心臟許閣   |
| E52  | 2010年11月16日 | 國家代表選拔戰（下）                | Tony安、尹鐘信、尹宥善、李幼梨、許閣、John Park、KARA【奎利、知英】、IU、梁世炯、鄭錫元、鄭成浩、吳妍秀、安珍慶、洪京民、金榮澈、金孝珍、鄭朱莉、特學院【利特、銀赫、神童】                                                     | 第30任強心臟許閣   |
| E53  | 2010年11月30日 | 皇族特輯（上）                      | 文彩元、尹正秀、金元俊、朴河宣、崔振赫、CNBLUE【姜敏赫】、Super Junior【東海】、After School【Lizzy】、少女時代【俞利、秀英】、文熙俊、特學院【利特、銀赫】                                                                     | 第31任強心臟秀英   |
| E54  | 2010年12月7日  | 皇族特輯（下）                      | 文彩元、尹正秀、金元俊、朴河宣、崔振赫、CNBLUE【姜敏赫】、Super Junior【東海】、After School【Lizzy】、少女時代【俞利、秀英】、文熙俊、特學院【利特、銀赫】                                                                     | 第31任強心臟秀英   |
| E55  | 2010年12月14日 | 花樣女子特輯（上）                  | 鄭善姬、李木松、朴誠雄、朴徽淳、朴詩恩、洪智敏、金賢淑、f(x)【Victoria】、安妍紅、金泰亨、皇甫惠貞、洪京民、金榮澈、金孝珍、鄭朱莉、特學院【利特、銀赫、神童】                                                                  | 第32任強心臟李木松 |
| E56  | 2010年12月21日 | 花樣女子特輯（下）                  | 鄭善姬、李木松、朴誠雄、朴徽淳、朴詩恩、洪智敏、金賢淑、f(x)【Victoria】、安妍紅、金泰亨、皇甫惠貞、洪京民、金榮澈、金孝珍、鄭朱莉、特學院【利特、銀赫、神童】                                                                  | 第32任強心臟李木松 |
| E57  | 2010年12月28日 | 辭歲特輯：留下VS刪除（上）          | 朴新陽、金亞中、嚴智媛、鄭糠雲、張恆俊、安文淑、文天植、金智善、高耀太【白佳】、ZE:A【黃光熙】、T-ara【素妍、智妍】、洪京民、金榮澈、金孝珍、趙貞麟、鄭朱莉、特學院【利特、銀赫】                                               |                    |

### 2011年
| 集數 | 播放日期       | 主題                                            | 嘉賓 | 每任強心臟           |
| E58  | 2011年1月4日   | 辭歲特輯：留下VS刪除（下）                      | 朴新陽、金亞中、嚴智媛、鄭糠雲、張恆俊、安文淑、文千植、金智善、高耀太【白佳】、ZE:A【光熙】、T-ara【朴昭妍、朴智妍】、洪京民、金榮澈、金孝珍、趙貞麟、鄭朱莉、特學院【利特、銀赫】   | 第33任強心臟張恆俊   |
| E59  | 2011年1月11日  | 鬥士特輯：要麼面對 要麼退讓（上）               | 秋成勳、李勝美、姜貽彬、李正、魯裕敏、金妍珠、After School【Raina、Lizzy】、柳賢京、金勝賢、卞基洙、洪京民、金榮澈、金孝珍、鄭朱莉、特學院【利特、銀赫、神童】                        | 第34任強心臟魯裕敏   |
| E60  | 2011年1月18日  | 鬥士特輯：要麼面對 要麼退讓（下）               | 秋成勳、李勝美、姜貽彬、李正、魯裕敏、金妍珠、After School【Raina、Lizzy】、柳賢京、金勝賢、卞基洙、洪京民、金榮澈、金孝珍、鄭朱莉、特學院【利特、銀赫、神童】                        | 第34任強心臟魯裕敏   |
| E61  | 2011年1月25日  | 瘋狂存在感特輯：偶然VS必然（上）                | 鄭普碩、金瑞亨、李沇熹、文熙慶、高世元、崔鐘允、2AM【趙權】、BEAST【斗俊】、朴仁英、SS501【朴政玟】、文熙俊、洪京民、金榮澈、金孝珍、趙貞麟、鄭朱莉、特學院【利特、銀赫、神童】       | 第35任強心臟趙權     |
| E62  | 2011年2月1日   | 瘋狂存在感特輯：偶然VS必然（下）                | 鄭普碩、金瑞亨、李沇熹、文熙慶、高世元、崔鐘允、2AM【趙權】、BEAST【斗俊】、朴仁英、SS501【朴政玟】、文熙俊、洪京民、金榮澈、金孝珍、趙貞麟、鄭朱莉、特學院【利特、銀赫、神童】       | 第35任強心臟趙權     |
| E63  | 2011年2月8日   | 致命帥哥特輯:是藥或者是毒（上）                 | 李鐘碩、孔炯軫、劉荷娜、Johnny Yune、Sean Lee、東方神起【允浩、昌珉】、文熙俊、金榮澈、金孝珍、趙貞麟、鄭朱莉、特學院【利特、銀赫、神童】                                             | 第36任強心臟允浩     |
| E64  | 2011年2月15日  | 致命帥哥特輯:是藥或者是毒（下）                 | 李鐘碩、孔炯軫、劉荷娜、Johnny Yune、Sean Lee、東方神起【允浩、昌珉】、文熙俊、金榮澈、金孝珍、趙貞麟、鄭朱莉、特學院【利特、銀赫、神童】                                             | 第36任強心臟允浩     |
| E65  | 2011年2月22日  | 終結者special：平凡VS特別（上）                 | 神話【金烔完】、BIGBANG【G-Dragon、勝利】、金慈玉、金惠珍、李善鎮、金世露、Tim、SJ-M【Henry】、金太賢、文熙俊、洪京民、金榮澈、金孝珍、趙貞麟、鄭朱莉、特學院【銀赫、神童】           | 第37任強心臟金慈玉   |
| E66  | 2011年3月1日   | 終結者special：平凡VS特別（下）                 | 神話【金烔完】、BIGBANG【G-Dragon、勝利】、金慈玉、金惠珍、李善鎮、金世露、Tim、SJ-M【Henry】、金太賢、文熙俊、洪京民、金榮澈、金孝珍、趙貞麟、鄭朱莉、特學院【銀赫、神童】           | 第37任強心臟金慈玉   |
| E67  | 2011年3月8日   | 人偶之家特輯（上）                              | 朴寒星、劉仁娜、姜秀智、趙顯宰、金炳萬、高英旭、金秉世、金賢正、MBLAQ【李準】、Sistar【孝琳】、南奎利、文熙俊、洪京民、金榮澈、金孝珍、趙貞麟、鄭朱莉、特學院【利特、神童】           | 第38任強心臟姜修智   |
| E68  | 2011年3月15日  | 人偶之家特輯（下）                              | 朴寒星、劉仁娜、姜秀智、趙顯宰、金炳萬、高英旭、金秉世、金賢正、MBLAQ【李準】、Sistar【孝琳】、南奎利、文熙俊、洪京民、金榮澈、金孝珍、趙貞麟、鄭朱莉、特學院【利特、神童】           | 第38任強心臟姜修智   |
| E69  | 2011年3月22日  | 傳說特輯：勇敢VS卑鄙（上）                      | 獨孤永宰、林藝珍、金寶成、金泰宇、李智慧、SHINee【溫流】、f(x)【Luna】、Infinite【成鍾】、車游嵐、朴聖光、文熙俊、金榮澈、金孝珍、趙貞麟、鄭朱莉、特學院【利特、銀赫、神童】          | 第39任強心臟獨孤永宰 |
| E70  | 2011年3月29日  | 傳說特輯：勇敢VS卑鄙（下）                      | 獨孤永宰、林藝珍、金寶成、金泰宇、李智慧、SHINee【溫流】、f(x)【Luna】、Infinite【成鍾】、車游嵐、朴聖光、文熙俊、金榮澈、金孝珍、趙貞麟、鄭朱莉、特學院【利特、銀赫、神童】          | 第39任強心臟獨孤永宰 |
| E71  | 2011年4月5日   | 反轉男女特輯：陷入VS擺脫 （上）                 | 太真兒、張新英、朴俊錦、鄭善靜、黃善熙、李秉鎮、U-Kiss【東澔】、Younha、劉慧英、Mighty Mouth【Shorry-J】、文熙俊、金榮澈、金孝珍、趙貞麟、鄭朱莉、特學院【利特、神童】                | 第40任強心臟太真兒   |
| E72  | 2011年4月12日  | 反轉男女特輯 ：陷入VS擺脫（下）                 | 太真兒、張新英、朴俊錦、鄭善靜、黃善熙、李秉鎮、U-Kiss【東澔】、Younha、劉慧英、Mighty Mouth【Shorry-J】、文熙俊、金榮澈、金孝珍、趙貞麟、鄭朱莉、特學院【利特、神童】                | 第40任強心臟太真兒   |
| E73  | 2011年4月19日  | 黃金談話特輯：矚目VS旁觀（上）                  | 王英恩、賢榮、朱英勳、李炳俊、李珍妮、CNBLUE【鄭容和、李正信】、SS501【金亨俊】、ZE:A【黃光熙】、孫恩書、文熙俊、金榮澈、金孝珍、趙貞麟、鄭朱莉、特學院【利特、神童】                 | 第41代強心臟孫恩書   |
| E74  | 2011年4月26日  | 黃金談話特輯：矚目VS旁觀（下）                  | 王英恩、賢榮、朱英勳、李炳俊、李珍妮、CNBLUE【鄭容和、李正信】、SS501【金亨俊】、ZE:A【黃光熙】、孫恩書、文熙俊、金榮澈、金孝珍、趙貞麟、鄭朱莉、特學院【利特、神童】                 | 第41代強心臟孫恩書   |
| E75  | 2011年5月3日   | 需要浪漫：巔峰VS低谷（上）                      | 金楨勳、After School【UEE】、MBLAQ【天動】、崔汝珍、金俊熙、金京鎮、鮮于在德、溫朱莞、文熙俊、金孝珍、趙貞麟、鄭朱莉、特學院【利特、神童】                                            | 第42代強心臟崔如真   |
| E76  | 2011年5月10日  | 需要浪漫：巔峰VS低谷（下）                      | 金楨勳、After School【UEE】、MBLAQ【天動】、崔汝珍、金俊熙、金京鎮、鮮于在德、溫朱莞、文熙俊、金孝珍、趙貞麟、鄭朱莉、特學院【利特、神童】                                            | 第42代強心臟崔如真   |
| E77  | 2011年5月17日  | 火花男女Special：燃燒VS熄滅（上）               | H.O.T【張佑赫】、KARA【全員】、申奉仙、白智榮、金正南、金智淑、李正燮、文熙俊、金榮澈、金孝珍、鄭朱莉、特學院【利特、神童】                                                           | 第43代強心臟金智淑   |
| E78  | 2011年5月24日  | 火花男女Special：燃燒VS熄滅（下）               | H.O.T【張佑赫】、KARA【全員】、申奉仙、白智榮、金正南、金智淑、李正燮、文熙俊、金榮澈、金孝珍、鄭朱莉、特學院【利特、神童】                                                           | 第43代強心臟金智淑   |
| E79  | 2011年5月31日  | 自我發光特輯（上）                              | Super Junior【希澈】、李英雅、權敏中、李光基、Davichi【姜敏京】、miss A【Suzy】、Rainbow【高佑麗】、金鎮宇、克莉絲蒂娜、文熙俊、金孝珍、趙貞麟、鄭朱莉、特學院【利特、神童】          | 第44代強心臟高佑麗   |
| E80  | 2011年6月6日   | 自我發光特輯（下）2011年6月6日，Ep80 提前放送。 | Super Junior【希澈】、李英雅、權敏中、李光基、Davichi【姜敏京】、miss A【Suzy】、Rainbow【高佑麗】、金鎮宇、克莉絲蒂娜、文熙俊、金孝珍、趙貞麟、鄭朱莉、特學院【利特、神童】          | 第44代強心臟高佑麗   |
| E81  | 2011年6月7日   | talk王中王戰特輯（上）                          | 東方神起【允浩】、SS501【金賢重】、2PM【俊昊】、朴貞雅、洪錫天、安文淑、吳貞孩、崔洪滿、朴仁英、ZE:A【光熙】、文熙俊、金榮澈、金孝珍、趙貞麟、鄭朱莉、特學院【利特、神童】            | 強心臟吳貞孩         |
| E82  | 2011年6月14日  | talk王中王戰特輯（中）                          | 東方神起【允浩】、SS501【金賢重】、2PM【俊昊】、朴貞雅、洪錫天、安文淑、吳貞孩、崔洪滿、朴仁英、ZE:A【光熙】、文熙俊、金榮澈、金孝珍、趙貞麟、鄭朱莉、特學院【利特、神童】            | 強心臟吳貞孩         |
| E83  | 2011年6月21日  | talk王中王戰特輯（下）                          | 東方神起【允浩】、SS501【金賢重】、2PM【俊昊】、朴貞雅、洪錫天、安文淑、吳貞孩、崔洪滿、朴仁英、ZE:A【光熙】、文熙俊、金榮澈、金孝珍、趙貞麟、鄭朱莉、特學院【利特、神童】            | 強心臟吳貞孩         |
| E84  | 2011年6月28日  | 強心臟                                          | ALEX、Secret【烋星】、薛雲道、孔賢珠、具本承、尹亨彬、姜素拉、鄭鐘哲、朴玄彬、徐惠靜、文熙俊、金榮澈、金孝珍、鄭朱莉、特學院【利特、神童、銀赫】                                      | 第45代強心臟烋星     |
| E85  | 2011年7月5日   | 強心臟                                          | ALEX、Secret【烋星】、薛雲道、孔賢珠、具本承、尹亨彬、姜素拉、鄭鐘哲、朴玄彬、徐惠靜、文熙俊、金榮澈、金孝珍、鄭朱莉、特學院【利特、神童、銀赫】                                      | 第45代強心臟烋星     |
| E86  | 2011年7月12日  | MC特輯（上）                                    | 柳時元、 f(x)【Sulli】、尹素利、金曉媛、金成柱、朴素賢、李志勳、王鐘根、安善英、金洙宇、ZE:A【光熙】、金榮澈、金孝珍、趙貞麟、鄭朱莉、特學院【利特、神童、銀赫】                      | 第46代強心臟李志勳   |
| E87  | 2011年7月19日  | MC特輯（下）                                    | 柳時元、 f(x)【Sulli】、尹素利、金曉媛、金成柱、朴素賢、李志勳、王鐘根、安善英、金洙宇、ZE:A【光熙】、金榮澈、金孝珍、趙貞麟、鄭朱莉、特學院【利特、神童、銀赫】                      | 第46代強心臟李志勳   |
| E88  | 2011年7月26日  | Cool Summer                                     | f(x)【Krystal】、2PM【澤演】、王智慧、李奎赫、車和娟、金炳萬、015B【張浩一】、金智慧、諸葛成烈、金允慧、特學院【利特、神童、銀赫】                                                    | 第47代強心臟諸葛成烈 |
| E89  | 2011年8月2日   | Cool Summer 特輯                                | f(x)【Krystal】、2PM【澤演】、王智慧、李奎赫、車和娟、金炳萬、015B【張浩一】、金智慧、諸葛成烈、金允慧、特學院【利特、神童、銀赫】                                                    | 第47代強心臟諸葛成烈 |
| E90  | 2011年8月9日   | CEO 特輯                                        | 林尚爾、宋景兒、鮮于龍女、李允美、韓惠琳、姜成范、洪錫天、MBLAQ【G.O】、金榮澈、金孝珍、趙貞麟、鄭朱莉、特學院【利特、神童、銀赫】                                                    | 第48代強心臟林尚爾   |
| E91  | 2011年8月16日  | CEO 特輯                                        | 林尚爾、宋景兒、鮮于龍女、李允美、韓惠琳、姜成范、洪錫天、MBLAQ【G.O】、金榮澈、金孝珍、趙貞麟、鄭朱莉、特學院【利特、神童、銀赫】                                                    | 第48代強心臟林尚爾   |
| E92  | 2011年8月23日  | SJ特輯                                          | 崔民秀、林秀香、Super Junior【希澈、藝聲、 晟敏、始源、東海、厲旭、圭賢】、宋京哲、成勛、金榮澈、金孝珍、趙貞麟、鄭朱莉、特學院【利特、神童、銀赫】                                   | 第49代強心臟圭賢     |
| E93  | 2011年8月30日  | SJ特輯                                          | 崔民秀、林秀香、Super Junior【希澈、藝聲、 晟敏、始源、東海、厲旭、圭賢】、宋京哲、成勛、金榮澈、金孝珍、趙貞麟、鄭朱莉、特學院【利特、神童、銀赫】                                   | 第49代強心臟圭賢     |
| E94  | 2011年9月6日   | 中秋特輯（上）                                  | 盧朱賢、少女時代【珊妮、徐玄、孝淵】、全慧彬、劉賢尚、白頭山樂隊【金道圭】、BMK、梁世炯、尹希石、金榮澈、Boom、特學院【利特、神童、銀赫】                                             | 第50代強心臟劉賢尚   |
| E95  | 2011年9月13日  | 中秋特輯（下）                                  | 盧朱賢、少女時代【珊妮、徐玄、孝淵】、全慧彬、劉賢尚、白頭山樂隊【金道圭】、BMK、梁世炯、尹希石、金榮澈、Boom、特學院【利特、神童、銀赫】                                             | 第50代強心臟劉賢尚   |
| E96  | 2011年9月20日  | 歌手特輯                                        | 成始璄、紫雨林【金倫我、李先圭】、金朝翰、金惠善、KARA【Nicole、知英】、卞于民、李藝琳、Infinite【優賢】、金榮澈、金孝珍、趙貞麟、鄭朱莉、Boom、利特、神童、銀赫                      | 第51代強心臟李藝琳   |
| E97  | 2011年9月27日  | 歌手特輯                                        | 成始璄、紫雨林【金倫我、李先圭】、金朝翰、金惠善、KARA【Nicole、知英】、卞于民、李藝琳、Infinite【優賢】、金榮澈、金孝珍、趙貞麟、鄭朱莉、Boom、利特、神童、銀赫                      | 第51代強心臟李藝琳   |
| E98  | 2011年10月4日  | hip-hop特輯                                     | 玄振英、Leessang【Gary】、金甫美、崔蘭、Brown Eyed Girls【Miryo、Narsha】、崔秀琳、洋白菜、李載允、柳惠利、金榮澈、金孝珍、趙貞麟、鄭朱莉、Boom、利特、神童、銀赫                     | 第52代強心臟玄振英   |
| E99  | 2011年10月11日 | hip-hop特輯                                     | 玄振英、Leessang【Gary】、金甫美、崔蘭、Brown Eyed Girls【Miryo、Narsha】、崔秀琳、洋白菜、李載允、柳惠利、金榮澈、金孝珍、趙貞麟、鄭朱莉、Boom、利特、神童、銀赫                     | 第52代強心臟玄振英   |
| E99  | 2011年10月11日 | 強大女人特輯                                    | Baby V.O.X【金琦芝、李姬珍】、DIVA【Gini、VICKY】、金朝翰、金惠善、KARA【奎利、荷拉】、李京實、趙慧蓮、金亨范、金世鎮、卞基洙、金榮澈、金孝珍、趙貞麟、鄭朱莉、Boom、利特、神童、銀赫 | 第53代強心臟卞基洙   |
| E100 | 2011年10月18日 | 強大女人特輯                                    | Baby V.O.X【金琦芝、李姬珍】、DIVA【Gini、VICKY】、金朝翰、金惠善、KARA【奎利、荷拉】、李京實、趙慧蓮、金亨范、金世鎮、卞基洙、金榮澈、金孝珍、趙貞麟、鄭朱莉、Boom、利特、神童、銀赫 | 第53代強心臟卞基洙   |
| E101 | 2011年10月25日 | 強大女人特輯                                    | Baby V.O.X【金琦芝、李姬珍】、DIVA【Gini、VICKY】、金朝翰、金惠善、KARA【奎利、荷拉】、李京實、趙慧蓮、金亨范、金世鎮、卞基洙、金榮澈、金孝珍、趙貞麟、鄭朱莉、Boom、利特、神童、銀赫 | 第53代強心臟卞基洙   |
| E101 | 2011年10月25日 | 100期特輯                                       | 金賢重、尹世雅、少女時代【潔西卡】、金長勳、宋慶雅、 Clover【殷志源、Gilme】、金智淑、dana、ZE:A【光熙】、高英旭、金榮澈、金孝珍、趙貞麟、鄭朱莉、Boom、利特、神童、銀赫              | 第54代強心臟金之淑   |
| E102 | 2011年11月1日  | 100期特輯                                       | 金賢重、尹世雅、少女時代【潔西卡】、金長勳、宋慶雅、 Clover【殷志源、Gilme】、金智淑、dana、ZE:A【光熙】、高英旭、金榮澈、金孝珍、趙貞麟、鄭朱莉、Boom、利特、神童、銀赫              | 第54代強心臟金之淑   |
| E103 | 2011年11月8日  | 世界談話秀                                      | FTIsland【李洪基】、孫昊永、徐慶錫、宋彩丸、金智賢、少女時代【太妍、蒂芬妮、俞利、潤娥】、陳世娫、李炳振、小百合、金榮澈、金孝珍、趙貞麟、鄭朱莉、Boom、梁世炯、Infinite【成種】      | 第55代強心臟徐慶錫   |
| E104 | 2011年11月15日 | 世界談話秀                                      | FTIsland【李洪基】、孫昊永、徐慶錫、宋彩丸、金智賢、少女時代【太妍、蒂芬妮、俞利、潤娥】、陳世娫、李炳振、小百合、金榮澈、金孝珍、趙貞麟、鄭朱莉、Boom、梁世炯、Infinite【成種】      | 第55代強心臟徐慶錫   |
| E105 | 2011年11月22日 | 秀秀秀特輯                                      | 宋大官、李本、Wonder Girls【全員】、金正男、張在仁、黃慧英、卞基洙、金元孝、莎熙、金榮澈、金孝珍、趙貞麟、鄭朱莉、Boom、利特、神童、銀赫                                              | 第56代強心臟李本     |
| E106 | 2011年11月29日 | 秀秀秀特輯                                      | 宋大官、李本、Wonder Girls【全員】、金正男、張在仁、黃慧英、卞基洙、金元孝、莎熙、金榮澈、金孝珍、趙貞麟、鄭朱莉、Boom、利特、神童、銀赫                                              | 第56代強心臟李本     |
| E107 | 2011年12月6日  | 自由的靈魂                                      | 神話【Andy、Junjin】、YB【尹度玹、許俊】、TRAX【JAY、正模】、惠恩依、徐仁英、金仁瑞、崔弼立、李在恩、All Band、金榮澈、金孝珍、趙貞麟、鄭朱莉、Boom、神童、銀赫                       | 第57代強心臟崔弼順   |
| E108 | 2011年12月13日 | 自由的靈魂                                      | 神話【Andy、Junjin】、YB【尹度玹、許俊】、TRAX【JAY、正模】、惠恩依、徐仁英、金仁瑞、崔弼立、李在恩、All Band、金榮澈、金孝珍、趙貞麟、鄭朱莉、Boom、神童、銀赫                       | 第57代強心臟崔弼順   |
| E109 | 2011年12月20日 | 聖誕特輯                                        | IU、金賢珠、林靜恩、李延鎮、林百川、柳太準、孟世昌、徐淑靜、金榮澈、金孝珍、趙貞麟、鄭朱莉、Boom、利特、神童、銀赫                                                                    | 第58代強心臟金賢珠   |
| E110 | 2011年12月27日 | 聖誕特輯                                        | IU、金賢珠、林靜恩、李延鎮、林百川、柳太準、孟世昌、徐淑靜、金榮澈、金孝珍、趙貞麟、鄭朱莉、Boom、利特、神童、銀赫                                                                    | 第58代強心臟金賢珠   |

### 2012年
| 集數 | 播放日期       | 主題                       | 嘉賓 | 每任強心臟                      |
| E111 | 2012年1月3日   | 新年特輯                   | 李天熙、金奎鐘、高雅羅、吳世晶、金青、丁善姬、洪賢姬、ZE:A【黃光熙】、金藝媛、金榮澈、金孝珍、鄭朱莉、Boom、利特、神童、銀赫 | 第59代強心臟 吳世晶             |
| E112 | 2012年1月10日  | 新年特輯                   | 李天熙、金奎鐘、高雅羅、吳世晶、金青、丁善姬、洪賢姬、ZE:A【黃光熙】、金藝媛、金榮澈、金孝珍、鄭朱莉、Boom、利特、神童、銀赫 | 第59代強心臟 吳世晶             |
| E113 | 2012年1月17日  | Couple特輯                 | 許浚、鄭少女、具恩愛、姜勝賢、徐俊英、Sistar【寶拉】、安正勛、金敏喜、安善英、沈正恩、高恩雅、MBLAQ【Mir】、金孝珍、趙貞麟、鄭朱莉、Boom、利特、神童、銀赫                                                                                  | 第60代強心臟 許浚、鄭少女Couple |
| E114 | 2012年1月24日  | Couple特輯                 | 許浚、鄭少女、具恩愛、姜勝賢、徐俊英、Sistar【寶拉】、安正勛、金敏喜、安善英、沈正恩、高恩雅、MBLAQ【Mir】、金孝珍、趙貞麟、鄭朱莉、Boom、利特、神童、銀赫                                                                                  | 第60代強心臟 許浚、鄭少女Couple |
| E115 | 2012年1月31日  | 第61代強心臟國家代表選拔戰 | 李胤錫、尹亨彬、蔡莉娜、文喜玉、ZE:A【時完】、李敏豪、崔振赫、金允慶、林智恩、卞基洙、洪賢姬、金榮澈、金孝珍、趙貞麟、鄭朱莉、Boom、Super Junior【利特、神童、銀赫】                                                                        | 第61代強心臟 崔振赫             |
| E116 | 2012年2月7日   | 第61代強心臟國家代表選拔戰 | 李胤錫、尹亨彬、蔡莉娜、文喜玉、ZE:A【時完】、李敏豪、崔振赫、金允慶、林智恩、卞基洙、洪賢姬、金榮澈、金孝珍、趙貞麟、鄭朱莉、Boom、Super Junior【利特、神童、銀赫】                                                                        | 第61代強心臟 崔振赫             |
| E117 | 2012年2月14日  | 玫瑰的戰爭 情人節特輯      | Girl's Day【珉雅】、Rainbow【金智淑】、A Pink【尹普美】、Dal★Shabet【秀彬】、徐智慧、金芙善、尹鍾信、申多恩、金多炫、金柱希、金京民、金榮澈、金孝珍、趙貞麟、鄭朱莉、Boom                                                                   | 第62代強心臟 金芙善             |
| E118 | 2012年2月21日  | 玫瑰的戰爭 情人節特輯      | Girl's Day【珉雅】、Rainbow【金智淑】、A Pink【尹普美】、Dal★Shabet【秀彬】、徐智慧、金芙善、尹鍾信、申多恩、金多炫、金柱希、金京民、金榮澈、金孝珍、趙貞麟、鄭朱莉、Boom                                                                   | 第62代強心臟 金芙善             |
| E119 | 2012年2月28日  | K-POP Star 特輯            | SE7EN、少女時代【徐玄】、朴恩惠、朴京林、miss A【Suzy、Min】、K.Will、金學哲、崔哈利、李賢一、金榮澈、金孝珍、趙貞麟、鄭朱莉、Boom、Super Junior【利特、神童、銀赫】                                                                        | 第63代強心臟 朴恩惠             |
| E120 | 2012年3月6日   | K-POP Star 特輯            | SE7EN、少女時代【徐玄】、朴恩惠、朴京林、miss A【Suzy、Min】、K.Will、金學哲、崔哈利、李賢一、金榮澈、金孝珍、趙貞麟、鄭朱莉、Boom、Super Junior【利特、神童、銀赫】                                                                        | 第63代強心臟 朴恩惠             |
| E121 | 2012年3月13日  | 男女相悅之事 特輯          | 李章宇、2AM、After School【U-ie】、朴志胤、張英南、崔智妍、金愛京、金榮澈、金孝珍、趙貞麟、鄭朱莉、Boom、Super Junior【利特、神童、銀赫】                                                                                                   | 第64代強心臟 金榮澈             |
| E122 | 2012年3月20日  | 男女相悅之事 特輯          | 李章宇、2AM、After School【U-ie】、朴志胤、張英南、崔智妍、金愛京、金榮澈、金孝珍、趙貞麟、鄭朱莉、Boom、Super Junior【利特、神童、銀赫】                                                                                                   | 第64代強心臟 金榮澈             |
| E123 | 2012年3月27日  | YG Family 特輯             | SE7EN、BIGBANG、2NE1、PSY、Gummy、Epik High【Tablo】、JINUSEAN、Boom、梁世炯 | 第65代強心臟 SE7EN              |
| E124 | 2012年4月3日   | YG Family 特輯             | SE7EN、BIGBANG、2NE1、PSY、Gummy、Epik High【Tablo】、JINUSEAN、Boom、梁世炯 | 第65代強心臟 SE7EN              |
| E125 | 2012年4月10日  | New強心臟 特輯             | CNBLUE【鄭容和】、庭沼珉、Sistar【孝琳】、張娜拉、李陣郁、金知碩、金孝珍、鄭朱莉、Boom、梁世炯、卞基洙、宋恩伊、金信英、申素妍 | 第66代強心臟 李陣郁             |
| E126 | 2012年4月17日  | New強心臟 特輯             | CNBLUE【鄭容和】、庭沼珉、Sistar【孝琳】、張娜拉、李陣郁、金知碩、金孝珍、鄭朱莉、Boom、梁世炯、卞基洙、宋恩伊、金信英、申素妍 | 第66代強心臟 李陣郁             |
| E127 | 2012年4月24日  | 虛假與真實 特輯            | Ivy、吳允兒、少女時代【蒂芬妮】、MBLAQ【李】、朴京林、金榮澈、金孝珍、鄭朱莉、Boom、梁世炯、卞基洙、韓智友、Super Junior【利特、銀赫】、申素妍、善雨、李賢鎮、金煥、金娜妍                                                                  | 第67代強心臟 Ivy                |
| E128 | 2012年5月1日   | 虛假與真實 特輯            | Ivy、吳允兒、少女時代【蒂芬妮】、MBLAQ【李】、朴京林、金榮澈、金孝珍、鄭朱莉、Boom、梁世炯、卞基洙、韓智友、Super Junior【利特、銀赫】、申素妍、善雨、李賢鎮、金煥、金娜妍                                                                  | 第67代強心臟 Ivy                |
| E129 | 2012年5月8日   |                            | K-POP STAR【朴智敏【15&】、Lee Hi、白娥娟】、梁東根、盧士燕、李成美、張東民、趙恩淑、Dynamic Duo【Gaeko、Choiza】、金孝珍、鄭朱莉、Boom、梁世炯、卞基洙、Super Junior【銀赫、利特】                                                         | 第68代強心臟 白娥娟             |
| E130 | 2012年5月15日  | 第68代強心臟國家代表選拔戰 | K-POP STAR【朴智敏【15&】、Lee Hi、白娥娟】、梁東根、盧士燕、李成美、張東民、趙恩淑、Dynamic Duo【Gaeko、Choiza】、金孝珍、鄭朱莉、Boom、梁世炯、卞基洙、Super Junior【銀赫、利特】                                                         | 第68代強心臟 白娥娟             |
| E131 | 2012年5月22日  |                            | IU、李鍾碩、姜成妍、金玟、千明勳、崔允英、吳初希、SPICA【金甫娥】、金榮澈、金孝珍、鄭朱莉、梁世炯、卞基洙、Boom、Super Junior【利特、銀赫】                                                                                                 | 第69代強心臟 崔允英             |
| E132 | 2012年5月29日  | 第69代強心臟國家代表選拔戰 | IU、李鍾碩、姜成妍、金玟、千明勳、崔允英、吳初希、SPICA【金甫娥】、金榮澈、金孝珍、鄭朱莉、梁世炯、卞基洙、Boom、Super Junior【利特、銀赫】                                                                                                 | 第69代強心臟 崔允英             |
| E133 | 2012年6月5日   |                            | 李昌明 、韓可露、 金有美、 李洙赫、 金多莱 、Infinite【聖圭】、Secret【韓善伙】、Cultwo【鄭燦宇、金泰均】、Boom、梁世炯、卞基洙、 金孝珍、鄭朱莉、朴京林、Super Junior【利特、 銀赫】                                                       | 第70代強心臟 郑灿宇             |
| E134 | 2012年6月12日  | 第70代強心臟國家代表選拔戰 | 李昌明 、韓可露、 金有美、 李洙赫、 金多莱 、Infinite【聖圭】、Secret【韓善伙】、Cultwo【鄭燦宇、金泰均】、Boom、梁世炯、卞基洙、 金孝珍、鄭朱莉、朴京林、Super Junior【利特、 銀赫】                                                       | 第70代強心臟 郑灿宇             |
| E135 | 2012年6月19日  |                            | 俞世潤 、張東民 、劉相務 、 李己雨、 金彬宇 、 柳仁英 、金福善 、韓惠琳 、金道均 、金敏喜 、Boom、梁世炯、卞基洙 、金孝珍、鄭朱莉、Super Junior【利特 、銀赫】                                                                              | 第71代強心臟 金福善             |
| E136 | 2012年6月26日  | 第71代強心臟國家代表選拔戰 | 俞世潤 、張東民 、劉相務 、 李己雨、 金彬宇 、 柳仁英 、金福善 、韓惠琳 、金道均 、金敏喜 、Boom、梁世炯、卞基洙 、金孝珍、鄭朱莉、Super Junior【利特 、銀赫】                                                                              | 第71代強心臟 金福善             |
| E137 | 2012年7月3日   |                            | 芮智媛、鄭俊、柳演錫、2AM【趙權】、2PM【張祐榮】、Wonder Girls【朴譽恩】、Clara、方銀姬、鄭鐘哲、Boom、梁世炯、卞基洙 、金孝珍、鄭朱莉、朴京林、Super Junior【利特、銀赫】                                                                  | 第72代強心臟 方銀姬             |
| E138 | 2012年7月10日  | 第72代強心臟國家代表選拔戰 | 芮智媛、鄭俊、柳演錫、2AM【趙權】、2PM【張祐榮】、Wonder Girls【朴譽恩】、Clara、方銀姬、鄭鐘哲、Boom、梁世炯、卞基洙 、金孝珍、鄭朱莉、朴京林、Super Junior【利特、銀赫】                                                                  | 第72代強心臟 方銀姬             |
| E139 | 2012年7月17日  | 奧運會特輯                 | 南景株、全秀京、李清娥、Solbi 、After School【正雅、Lizzy】、f(x)【Victoria】、朴基英、Boom、梁世炯 、卞基洙、金孝珍、鄭朱莉、朴京林、Super Junior【利特、 银赫、圭賢】                                                                     | 第73代強心臟 全秀京             |
| E140 | 2012年7月24日  | 奧運會特輯                 | 南景株、全秀京、李清娥、Solbi 、After School【正雅、Lizzy】、f(x)【Victoria】、朴基英、Boom、梁世炯 、卞基洙、金孝珍、鄭朱莉、朴京林、Super Junior【利特、 银赫、圭賢】                                                                     | 第73代強心臟 全秀京             |
| E141 | 2012年8月14日  | 女演员特辑                 | 金正蘭、朴孝珠、許允静、高娜恩、海金、金鉉誠、Boom 、Super Junior【利特 、银赫】、梁世炯、卞基洙、金孝珍、鄭朱莉、朴京林 | 第74代強心臟洪锡天              |
| E142 | 2012年8月21日  | 纯情漫画特辑               | SHINee【珉豪】、f(x)【Sulli】、李玹雨、金智媛、ZE:A【光熙、炯植】、韓惠琳、金宥美、李宗泫、洪錫天、林湖、Boom 、Super Junior【利特 、银赫】 、梁世炯、卞基洙 、金孝珍、鄭朱莉、朴京林                                                       | 第74代強心臟洪锡天              |
| E143 | 2012年8月28日  | 纯情漫画特辑               | SHINee【珉豪】、f(x)【Sulli】、李玹雨、金智媛、ZE:A【光熙、炯植】、韓惠琳、金宥美、李宗泫、洪錫天、林湖、Boom 、Super Junior【利特 、银赫】 、梁世炯、卞基洙 、金孝珍、鄭朱莉、朴京林                                                       | 第74代強心臟洪锡天              |
| E144 | 2012年9月4日   | 世界NO.1特辑               | 金基德、金軟景、KARA【具荷拉、韓昇延】、MBLAQ【李】、趙敏秀、金延璟、李正鎮、Boom、Super Junior【利特、銀赫】、朴京林、梁世炯、卞基洙、金榮澈、金孝珍、趙貞麟、鄭朱莉                                                                       | 第74代強心臟 金基德             |
| E145 | 2012年9月11日  | 世界NO.1特辑               | 金基德、金軟景、KARA【具荷拉、韓昇延】、MBLAQ【李】、趙敏秀、金延璟、李正鎮、Boom、Super Junior【利特、銀赫】、朴京林、梁世炯、卞基洙、金榮澈、金孝珍、趙貞麟、鄭朱莉                                                                       | 第74代強心臟 金基德             |
| E146 | 2012年9月18日  | 想念的人特辑               | 李智賢、金智勳、金長勛、姜藝松、Sistar【多順】、洪錫天、鄭弘采、金舒羅、Boom、利特、銀赫、朴京林、梁世炯、卞基洙、金榮澈、金孝珍、趙貞麟、鄭朱莉                                                                                            | 第75代強心臟 李智賢             |
| E147 | 2012年9月25日  | 想念的人特辑               | 李智賢、金智勳、金長勛、姜藝松、Sistar【多順】、洪錫天、鄭弘采、金舒羅、Boom、利特、銀赫、朴京林、梁世炯、卞基洙、金榮澈、金孝珍、趙貞麟、鄭朱莉                                                                                            | 第75代強心臟 李智賢             |
| E148 | 2012年10月2日  | 中秋特辑                   | 文熙俊、朴基雄、吳仁惠、洪宗玄、Secret【韓善伙、全烋星】、金真兒、申素律、Nancy Lang、Boom、利特、朴京林、梁世炯、卞基洙、鄭朱莉 | 第76代強心臟 Nancy Lang         |
| E149 | 2012年10月9日  | 中秋特辑                   | 文熙俊、朴基雄、吳仁惠、洪宗玄、Secret【韓善伙、全烋星】、金真兒、申素律、Nancy Lang、Boom、利特、朴京林、梁世炯、卞基洙、鄭朱莉 | 第76代強心臟 Nancy Lang         |
| E151 | 2012年10月23日 | 大風水藝能外傳             | 池晟、金素妍、李允智、劉河俊、Brown Eyed Girls【佳人】、宋鐘國、A Pink【郑恩地】、Jewelry【金藝元】、Boom、利特、銀赫、朴京林、梁世炯、卞基洙、鄭朱莉                                                                                       | 第79代強心臟 宋鐘國             |
| E152 | 2012年10月30日 | 大風水藝能外傳             | 池晟、金素妍、李允智、劉河俊、Brown Eyed Girls【佳人】、宋鐘國、A Pink【郑恩地】、Jewelry【金藝元】、Boom、利特、銀赫、朴京林、梁世炯、卞基洙、鄭朱莉                                                                                       | 第79代強心臟 宋鐘國             |
| E153 | 2012年11月6日  | 利特告別特輯(上)           | 卞基洙、梁世炯、Boom、朴京林、李貞賢、朴敏智、李基燦、MIGHTY MOUTH【生菜、Shorry J】、Super Junior【利特、銀赫、藝聲、神童】、東方神起、SHINee【泰民、鐘鉉】、朴仁英、邁克爾、利特媽媽、林成敏、金世雅、少女時代【潤娥】（出場只有約180秒） | 第80代強心臟                    |
| E154 | 2012年11月13日 | 利特告別特輯(下)           | 卞基洙、梁世炯、Boom、朴京林、李貞賢、朴敏智、李基燦、MIGHTY MOUTH【生菜、Shorry J】、Super Junior【利特、銀赫、藝聲、神童】、東方神起、SHINee【泰民、鐘鉉】、朴仁英、邁克爾、利特媽媽、林成敏、金世雅、少女時代【潤娥】（出場只有約180秒） | 第80代強心臟                    |
| E155 | 2012年11月20日 | (上)                       | 孫淡妃、NU'EST【REN】、宋智孝、蘇怡賢、朴廣賢、新沙洞老虎【李昊陽】、朴世榮、白寶藍、吳勝恩、Boom、Super Junior【銀赫】、梁世炯、卞基洙、ZE:A【黄光熙】、鄭朱莉、朴京林、Rainbow【金智淑】                                                  | 第81代強心臟 朴廣賢             |
| E156 | 2012年11月27日 | (下)                       | 孫淡妃、NU'EST【REN】、宋智孝、蘇怡賢、朴廣賢、新沙洞老虎【李昊陽】、朴世榮、白寶藍、吳勝恩、Boom、Super Junior【銀赫】、梁世炯、卞基洙、ZE:A【黄光熙】、鄭朱莉、朴京林、Rainbow【金智淑】                                                  | 第81代強心臟 朴廣賢             |
| E157 | 2012年12月4日  | 吉尼斯特輯(上)             | 趙慧蓮、惠朴、李相燁、梁益俊、金所泫、李藝貞、朴燦民、朴閔夏、朴燦民的大女儿、二女儿客串【朴閔貞】【朴閔瑞】、Rainbow【金智淑】、Boom、Super Junior【銀赫】、梁世炯、卞基洙、ZE:A【黄光熙】、鄭朱莉、朴京林、MYNAME【仁秀】                 | 第82代強心臟                    |
| E158 | 2012年12月11日 | 吉尼斯特輯(下)             | 趙慧蓮、惠朴、李相燁、梁益俊、金所泫、李藝貞、朴燦民、朴閔夏、朴燦民的大女儿、二女儿客串【朴閔貞】【朴閔瑞】、Rainbow【金智淑】、Boom、Super Junior【銀赫】、梁世炯、卞基洙、ZE:A【黄光熙】、鄭朱莉、朴京林、MYNAME【仁秀】                 | 第82代強心臟                    |
| E159 | 2012年12月18日 | 聖誕特輯(上)               | 朴信惠、尹施允、金智勳、李基英、朴恩智、高庚杓、楊鎮錫、MBLAQ【Mir】、Rainbow【金智淑】、Boom、梁世炯、卞基洙、朴京林 | 第83代強心臟                    |
| E160 | 2012年12月25日 | 聖誕特輯(下)               | 朴信惠、尹施允、金智勳、李基英、朴恩智、高庚杓、楊鎮錫、MBLAQ【Mir】、Rainbow【金智淑】、Boom、梁世炯、卞基洙、朴京林 | 第83代強心臟                    |

### 2013年
| 集數 | 播放日期      | 主題                       | 嘉賓 | 每任強心臟          |
| E161 | 2013年1月8日  | 新年特辑（上）             | 朴新陽、金正泰、金晶和、柳賢相、崔允喜、李容奎、劉荷娜、鄭佳恩、刑范来、B1A4【燦多、Baro】、鄭朱莉、梁世炯、卞基洙、朴京林、Boom、Super junior【銀赫】、Rainbow【金智淑】 | 第84任強心臟 金晶和 |
| E162 | 2013年1月15日 | 新年特辑（下）             | 朴新陽、金正泰、金晶和、柳賢相、崔允喜、李容奎、劉荷娜、鄭佳恩、刑范来、B1A4【燦多、Baro】、鄭朱莉、梁世炯、卞基洙、朴京林、Boom、Super junior【銀赫】、Rainbow【金智淑】 | 第84任強心臟 金晶和 |
| E163 | 2013年1月22日 | (上)                       | 白智榮、鄭智英、Secret【枝恩】、金昌烈、俞雪婀、朴玄彬、柳演錫、朴晟雍、鄭愛妍、藤井美菜、鄭朱莉、梁世炯、卞基洙、朴京林、Boom、Rainbow【金智淑】                         | 第85任強心臟 金昌烈 |
| E164 | 2013年1月29日 | (下)                       | 白智榮、鄭智英、Secret【枝恩】、金昌烈、俞雪婀、朴玄彬、柳演錫、朴晟雍、鄭愛妍、藤井美菜、鄭朱莉、梁世炯、卞基洙、朴京林、Boom、Rainbow【金智淑】                         | 第85任強心臟 金昌烈 |
| E165 | 2013年2月5日  | 少女時代和叔叔們特輯（上） | 少女時代【太妍、潔西卡、珊妮、蒂芬妮、孝淵、俞利、秀英、潤娥、徐玄】、全炫茂、盧賢熙、孔炯軫、崔松賢、金榮澈、鄭朱莉、梁世炯、卞基洙、朴京林、Boom、Rainbow【金智淑】     | 第86任強心臟 秀英   |
| E166 | 2013年2月12日 | 少女時代和叔叔們特輯（下） | 少女時代【太妍、潔西卡、珊妮、蒂芬妮、孝淵、俞利、秀英、潤娥、徐玄】、全炫茂、盧賢熙、孔炯軫、崔松賢、金榮澈、鄭朱莉、梁世炯、卞基洙、朴京林、Boom、Rainbow【金智淑】     | 第86任強心臟 秀英   |

## 收視率

### 2009年
| 集數 | 播放日期       | TNmS收視率  | AGB收視率   |
| 集數 | 播放日期       | 全國        | 全國        |
| ---- | -------------- | ----------- | ----------- |
| 1    | 2009年10月6日  | 17.3%       | 16.6%       |
| 2    | 2009年10月13日 | 16.1%(-1.2) | 15.1%(-1.5) |
| 3    | 2009年10月20日 | 16.6%(+0.5) | 16.2%(+1.1) |
| 4    | 2009年10月27日 | 16.3%(-0.3) | 14.5%(-1.7) |
| 5    | 2009年11月3日  | 18.3%(+2.0) | 18.0%(+3.5) |
| 6    | 2009年11月10日 | 18.6%(+0.3) | 16.5%(-1.5) |
| 7    | 2009年11月17日 | 17.2%(-1.4) | 18.2%(+1.7) |
| 8    | 2009年11月24日 | 16.1%(-1.1) | 14.8%(-3.4) |
| 9    | 2009年12月1日  | 16.0%(-0.1) | 15.4%(+0.6) |
| 10   | 2009年12月8日  | 18.8%(+2.8) | 16.0%(+0.6) |
| 11   | 2009年12月15日 | 17.4%(-1.4) | 16.0%(0)    |
| 12   | 2009年12月22日 | 19.9%(+2.5) | 17.0%(+1.0) |

### 2010年
| 集數 | 播放日期       | TNmS收視率  | AGB收視率   |
| 集數 | 播放日期       | 全國        | 全國        |
| ---- | -------------- | ----------- | ----------- |
| 13   | 2010年1月5日   | 17.0%(-2.9) | 15.0%(-2.0) |
| 14   | 2010年1月12日  | 18.3%(+1.3) | 16.6%(+1.6) |
| 15   | 2010年1月19日  | 19.1%(+0.8) | 17.7%(+1.1) |
| 16   | 2010年1月26日  | 19.1%(0)    | 19.3%(+1.6) |
| 17   | 2010年2月2日   | 17.8%(-1.3) | 16.3%(-3.0) |
| 18   | 2010年2月9日   | 18.6%(+0.8) | 18.7%(+2.4) |
| 19   | 2010年2月16日  | 18.8%(+0.2) | 16.8%(-1.9) |
| 20   | 2010年3月2日   | 16.2%(-2.6) | 16.6%(-0.2) |
| 21   | 2010年3月9日   | 15.6%(-0.6) | 16.5%(-0.1) |
| 22   | 2010年3月16日  | 15.3%(-0.3) | 15.1%(-1.4) |
| 23   | 2010年3月23日  | 14.9%(-0.4) | 15.3%(+0.2) |
| 24   | 2010年4月6日   | 13.2%(-1.7) | 11.8%(-3.5) |
| 25   | 2010年4月13日  | 11.3%(-1.9) | 10.7%(-1.1) |
| 26   | 2010年4月20日  | 10.8%(-0.5) | 10.1%(-0.6) |
| 27   | 2010年5月4日   | 17.3%(+6.5) | 15.7%(+5.6) |
| 28   | 2010年5月11日  | 16.4%(-0.9) | 16.4%(+0.7) |
| 29   | 2010年5月18日  | 17.2%(+0.8) | 16.9%(+0.5) |
| 30   | 2010年5月25日  | 17.2%(0)    | 15.1%(-1.8) |
| 31   | 2010年6月1日   | 18.7%(+1.5) | 16.5%(+1.4) |
| 32   | 2010年6月8日   | 17.9%(-0.8) | 16.5%(0)    |
| 33   | 2010年7月6日   | 18.8%(+0.9) | 17.4%(+0.9) |
| 34   | 2010年7月13日  | 16.4%(-2.4) | 15.6%(-1.8) |
| 35   | 2010年7月20日  | 19.7%(+3.3) | 16.7%(+1.1) |
| 36   | 2010年7月27日  | 18.4%(-1.3) | 17.1%(+0.4) |
| 37   | 2010年8月3日   | 20.7%(+2.3) | 16.6%(-0.5) |
| 38   | 2010年8月10日  | 19.3%(-1.4) | 15.4%(-1.2) |
| 39   | 2010年8月17日  | 19.3%(0)    | 17.3%(+1.9) |
| 40   | 2010年8月24日  | 17.7%(-1.6) | 14.6%(-2.7) |
| 41   | 2010年8月31日  | 18.8%(+1.1) | 15.1%(+0.5) |
| 42   | 2010年9月7日   | 15.1%(-3.7) | 15.1%(0)    |
| 43   | 2010年9月14日  | 16.9%(+1.8) | 15.9%(+0.9) |
| 44   | 2010年9月21日  | 14.8%(-2.1) | 14.1%(-1.8) |
| 45   | 2010年9月28日  | 15.3%(+0.5) | 15.7%(+1.6) |
| 46   | 2010年10月5日  | 14.4%(-0.9) | 14.4%(-1.3) |
| 47   | 2010年10月12日 | 11.9%(-2.5) | 13.0%(-1.4) |
| 48   | 2010年10月19日 | 11.9%(0)    | 12.5%(-0.5) |
| 49   | 2010年10月26日 | 15.9%(+4.0) | 15.9%(+3.4) |
| 50   | 2010年11月2日  | 15.4%(-0.5) | 14.6%(-1.3) |
| 51   | 2010年11月9日  | 18.2%(+2.8) | 19.5%(+4.9) |
| 52   | 2010年11月16日 | 17.6%(-0.6) | 17.3%(-2.2) |
| 53   | 2010年11月30日 | 15.8%(-1.8) | 15.5%(-1.8) |
| 54   | 2010年12月7日  | 14.7%(-1.1) | 13.9%(-1.4) |
| 55   | 2010年12月14日 | 15.9%(+1.2) | 16.0%(+2.1) |
| 56   | 2010年12月21日 | 13.8%(-2.1) | 15.4%(-0.6) |
| 57   | 2010年12月28日 | 14.9%(+1.1) | 16.8%(+1.4) |

### 2011年
| 集數 | 播放日期       | TNmS收視率  | AGB收視率   |
| 集數 | 播放日期       | 全國        | 全國        |
| ---- | -------------- | ----------- | ----------- |
| 58   | 2011年1月4日   | 13.1%(-1.8) | 16.1%(-0.7) |
| 59   | 2011年1月11日  | 12.5%(-0.6) | 14.9%(-1.2) |
| 60   | 2011年1月18日  | 9.0%(-3.5)  | 10.9%(-4.0) |
| 61   | 2011年1月25日  | 7.4%(-1.6)  | 10.9%(0)    |
| 62   | 2011年2月1日   | 8.5%(+1.1)  | 9.9%(-1.0)  |
| 63   | 2011年2月8日   | 11.5%(+3.0) | 14.6%(+4.7) |
| 64   | 2011年2月15日  | 12.0%(+0.5) | 15.2%(+0.6) |
| 65   | 2011年2月22日  | 11.2%(-0.8) | 14.2%(-1.0) |
| 66   | 2011年3月1日   | 10.2%(-1.0) | 13.5%(-0.7) |
| 67   | 2011年3月8日   | 9.2%(-1.0)  | 12.2%(-1.3) |
| 68   | 2011年3月15日  | 7.2%(-2.0)  | 10.7%(-1.5) |
| 69   | 2011年3月22日  | 9.4%(+2.2)  | 11.5%(+0.8) |
| 70   | 2011年3月29日  | 7.8%(-1.6)  | 9.6%(-1.9)  |
| 71   | 2011年4月5日   | 9.3%(+1.5)  | 12.6%(+3.0) |
| 72   | 2011年4月12日  | 9.2%(-0.1)  | 11.5%(-1.1) |
| 73   | 2011年4月19日  | 9.6%(+0.4)  | 12.2%(+0.7) |
| 74   | 2011年4月26日  | 8.7%(-0.9)  | 12.3%(+0.1) |
| 75   | 2011年5月3日   | 8.6%(-0.1)  | 12.1%(-0.2) |
| 76   | 2011年5月10日  | 9.0%(+0.4)  | 11.5%(-0.6) |
| 77   | 2011年5月17日  | 10.0%(+1.0) | 11.9%(+0.4) |
| 78   | 2011年5月24日  | 9.8%(-0.2)  | 10.7%(-1.2) |
| 79   | 2011年5月31日  | 8.3%(-1.5)  | 10.7%(0)    |
| 80   | 2011年6月6日   | 3.1%        | 3.8%        |
| 81   | 2011年6月7日   | 10.5%(+2.2) | 12.2%(+1.5) |
| 82   | 2011年6月14日  | 11.3%(+0.8) | 13.9%(+1.7) |
| 83   | 2011年6月21日  | 11.1%(-0.2) | 13.2%(-0.7) |
| 84   | 2011年6月28日  | 10.0%(-1.1) | 11.8%(-1.4) |
| 85   | 2011年7月5日   | 8.8%(-1.2)  | 10.0%(-1.8) |
| 86   | 2011年7月12日  | 11.4%(+2.6) | 14.6%(+4.6) |
| 87   | 2011年7月19日  | 11.3%(-0.1) | 10.9%(-3.7) |
| 88   | 2011年7月26日  | 10.2%(-1.1) | 11.3%(+0.4) |
| 89   | 2011年8月2日   | 12.1%(+1.9) | 12.2%(+0.9) |
| 90   | 2011年8月9日   | 10.9%(-1.2) | 13.2%(+1.0) |
| 91   | 2011年8月16日  | 10.8%(-0.1) | 12.6%(-0.6) |
| 92   | 2011年8月23日  | 11.2%(+0.4) | 13.3%(+0.7) |
| 93   | 2011年8月30日  | 10.6%(-0.6) | 10.3%(-3.0) |
| 94   | 2011年9月6日   | 11.6%(+1.0) | 13.9%(+3.6) |
| 95   | 2011年9月13日  | 8.4%(-3.2)  | 9.4%(-4.5)  |
| 96   | 2011年9月20日  | 9.6%(+1.2)  | 10.8%(+1.4) |
| 97   | 2011年9月27日  | 9.4%(-0.2)  | 11.1%(+0.3) |
| 98   | 2011年10月4日  | 10.8%(+1.4) | 11.8%(+0.7) |
| 99   | 2011年10月11日 | 8.6%(-2.2)  | 10.0%(-1.8) |
| 100  | 2011年10月18日 | 10.0%(+1.4) | 10.9%(+0.9) |
| 101  | 2011年10月25日 | 10.4%(+0.4) | 11.7%(+0.8) |
| 102  | 2011年11月1日  | 9.5%(-0.9)  | 9.9%(-1.8)  |
| 103  | 2011年11月8日  | 10.4%(+0.9) | 12.1%(+2.2) |
| 104  | 2011年11月15日 | 10.4%(0)    | 11.2%(-0.9) |
| 105  | 2011年11月22日 | 11.1%(+0.7) | 11.0%(-0.2) |
| 106  | 2011年11月29日 | 8.3%(-2.8)  | 10.3%(-0.7) |
| 107  | 2011年12月6日  | 9.0%(+0.7)  | 10.1%(-0.2) |
| 108  | 2011年12月13日 | 8.6%(-0.4)  | 10.0%(-0.1) |
| 109  | 2011年12月20日 | 10.6%(+2.0) | 12.0%(+2.0) |
| 110  | 2011年12月27日 | 9.2%(-1.4)  | 10.9%(-1.1) |

### 2012年
| 集數 | 播放日期       | TNmS收視率  | AGB收視率   |
| 集數 | 播放日期       | 全國        | 全國        |
| ---- | -------------- | ----------- | ----------- |
| 111  | 2012年1月3日   | 10.8%(+1.6) | 11.6%(+0.7) |
| 112  | 2012年1月10日  | 9.3%(-1.5)  | 11.0%(-0.6) |
| 113  | 2012年1月17日  | 11.7%(+2.4) | 11.4%(+0.4) |
| 114  | 2012年1月24日  | 8.8%(-2.9)  | 9.8%(-1.6)  |
| 115  | 2012年1月31日  | 8.3%(-0.5)  | 9.3%(-0.5)  |
| 116  | 2012年2月7日   | 8.3%(0)     | 8.0%(-1.3)  |
| 117  | 2012年2月14日  | 10.2%(+1.9) | 10.1%(+2.1) |
| 118  | 2012年2月21日  | 9.6%(-0.6)  | 11.2%(+1.1) |
| 119  | 2012年2月28日  | 8.8%(-0.8)  | 9.9%(-1.3)  |
| 120  | 2012年3月6日   | 9.6%(+0.8)  | 9.4%(-0.5)  |
| 121  | 2012年3月13日  | 9.1%(-0.5)  | 12.2%(+2.8) |
| 122  | 2012年3月20日  | 7.7%(-1.4)  | 9.2%(-3.0)  |
| 123  | 2012年3月27日  | 11.0%(+3.3) | 11.6%(+2.4) |
| 124  | 2012年4月3日   | 8.5%(-2.5)  | 9.2%(-2.4)  |
| 125  | 2012年4月10日  | 10.2%(+1.7) | 11.0%(+1.8) |
| 126  | 2012年4月17日  | 7.7%(-2.5)  | 8.6%(-2.4)  |
| 127  | 2012年4月24日  | 8.3%(+0.6)  | 8.6%(0)     |
| 128  | 2012年5月1日   | 7.4%(-0.9)  | 8.1%(-0.5)  |
| 129  | 2012年5月8日   | 7.3%(-0.1)  | 8.5%(+0.4)  |
| 130  | 2012年5月15日  | 7.8%(+0.5)  | 8.0%(-0.5)  |
| 131  | 2012年5月22日  | 6.6%(-1.2)  | 7.7%(-0.3)  |
| 132  | 2012年5月29日  | 6.7%(+0.1)  | 7.8%(+0.1)  |
| 133  | 2012年6月5日   | 8.3%(+1.6)  | 8.4%(+0.6)  |
| 134  | 2012年6月12日  | 8.8%(+0.5)  | 9.6%(+1.2)  |
| 135  | 2012年6月19日  | 7.9%(-0.9)  | 8.6%(-1.0)  |
| 136  | 2012年6月26日  | 8.4%(+0.5)  | 8.3%(-0.3)  |
| 137  | 2012年7月3日   | 7.4%(-1.0)  | 6.6%(-1.7)  |
| 138  | 2012年7月10日  | 7.6%(+0.2)  | 6.8%(+0.2)  |
| 139  | 2012年7月17日  | 9.5%(+1.9)  | 9.0%(+2.2)  |
| 140  | 2012年7月24日  | 7.4%(-2.1)  | 6.8%(-2.2)  |
| 141  | 2012年8月14日  | 9.4%(+2.0)  | 8.3%(+1.5)  |
| 142  | 2012年8月21日  | 8.5%(-0.9)  | 8.2%(-0.1)  |
| 143  | 2012年8月28日  | 8.3%(-0.2)  | 8.0%(-0.2)  |
| 144  | 2012年9月4日   | 5.9%(-2.4)  | 6.1%(-1.9)  |
| 145  | 2012年9月11日  | 8.7%(+2.8)  | 8.4%(+2.3)  |
| 146  | 2012年9月18日  | 6.2%(-2.5)  | 5.9%(-2.5)  |
| 147  | 2012年9月25日  | 6.1%(-0.1)  | 5.7%(-0.2)  |
| 148  | 2012年10月2日  | 6.7%(+0.6)  | 5.9%(+0.2)  |
| 149  | 2012年10月9日  | 8.9%(+2.2)  | 8.8%(+2.9)  |
| 150  | 2012年10月16日 | 7.0%(-1.9)  | 7.1%(-1.7)  |
| 151  | 2012年10月23日 | 8.0%(+1.0)  | 6.9%(-0.2)  |
| 152  | 2012年10月30日 | 6.9%(-1.1)  | 7.1%(+0.2)  |
| 153  | 2012年11月6日  | 8.6%(+1.7)  | 8.8%(+1.7)  |
| 154  | 2012年11月13日 | 7.6%(-1.0)  | 6.8%(-2.0)  |
| 155  | 2012年11月20日 | 7.1%(-0.5)  | 7.0%(+0.2)  |
| 156  | 2012年11月27日 | 7.4%(+0.3)  | 7.2%(+0.2)  |
| 157  | 2012年12月4日  | 6.4%(-1.0)  | 6.9%(-0.3)  |
| 158  | 2012年12月11日 | 8.3%(+1.9)  | 9.1%(+2.2)  |
| 159  | 2012年12月18日 | 7.1%(-1.2)  | 8.1%(-1.0)  |
| 160  | 2012年12月25日 | 7.8%(+0.7)  | 6.5%(-1.6)  |

### 2013年
| 集數 | 播放日期      | TNmS收視率 | AGB收視率   |
| 集數 | 播放日期      | 全國       | 全國        |
| ---- | ------------- | ---------- | ----------- |
| 161  | 2013年1月8日  | 8.2%(+0.4) | 8.8%(+2.3)  |
| 162  | 2013年1月15日 | 7.2%(-1.0) | 6.7%(-2.1)  |
| 163  | 2013年1月22日 | 8.4%(+1.2) | 9.1%(+2.4)  |
| 164  | 2013年1月29日 | 9.1%(+0.7) | 8.8%(-0.3)  |
| 165  | 2013年2月5日  | 8.8%(-0.3) | 10.3%(+1.5) |
| 166  | 2013年2月12日 | 8.9%(+0.1) | 10.3%(0)    |

## 獲獎列表
| 年份   | 頒獎典禮    | 獎項                  | 得獎者           |
| ------ | ----------- | --------------------- | ---------------- |
| 2009年 | SBS演藝大賞 | 最佳節目獎            | 強心臟           |
| 2009年 | SBS演藝大賞 | 綜藝部門 新人獎       | Boom、利特、銀赫 |
| 2009年 | SBS演藝大賞 | 網民票選最高人氣獎    | 李昇基           |
| 2010年 | SBS演藝大賞 | 大獎                  | 姜鎬童           |
| 2010年 | SBS演藝大賞 | 放送作家獎            | 金侖映           |
| 2010年 | SBS演藝大賞 | 綜藝十大明星獎        | 姜鎬童           |
| 2010年 | SBS演藝大賞 | 最優秀MC獎            | 李昇基           |
| 2010年 | SBS演藝大賞 | 全能藝人獎            | 金榮澈、金孝珍   |
| 2010年 | SBS演藝大賞 | 綜藝新星獎            | 神童             |
| 2010年 | SBS演藝大賞 | 網民票選最高人氣獎    | 李昇基           |
| 2011年 | SBS演藝大賞 | 脫口秀部門 優秀節目獎 | 強心臟           |
| 2011年 | SBS演藝大賞 | 脫口秀部門 最優秀獎   | 李昇基           |
| 2011年 | SBS演藝大賞 | 脫口秀部門 優秀獎     | Boom、利特       |
| 2011年 | SBS演藝大賞 | 脫口秀部門 最佳藝人獎 | 神童、鄭朱莉     |
| 2011年 | SBS演藝大賞 | 網民票選最高人氣獎    | 李昇基           |
| 2012年 | SBS演藝大賞 | 脫口秀部門 最佳藝人獎 | Boom、利特       |
| 2012年 | SBS演藝大賞 | MC部門 新人獎         | 李棟旭           |
| 2012年 | SBS演藝大賞 | 最佳情侶獎            | 申東燁、李棟旭   |

## 海外播出
- 代理電視台：台灣東風衛視

## 外部連結
- 強心臟 DAUM
- 強心臟 （页面存档备份，存于） NAVER